# David Thorns
David Christopher Thorns (Durham, 26 de agosto de 1943 - Christchurch, 25 de diciembre de 2020) fue un sociólogo neozelandés nacido en Reino Unido, particularmente conocido por su trabajo en sociología urbana y suburbana.

## Primeros años
Nacido en el condado de Durham, Inglaterra, en 1943, Thorns se graduó con una licenciatura en economía de la Universidad de Sheffield y una maestría en artes de la Universidad de Exeter.
En 1966, Thorns se casó con Gloria Kathleen Corrigan, y la pareja pasó a tener dos hijos.

## Carrera
Después de ocho años como profesor de sociología en la Universidad de Exeter, Thorns se trasladó a la Universidad de Auckland, donde fue nombrado profesor titular de sociología en 1974. Posteriormente se trasladó en 1977 a la Universidad de Canterbury, donde permaneció durante el resto de su carrera, llegando al rango de profesor titular. Cuando se jubiló, se le confirió el título de profesor emérito. Thorns recibió el título de Doctor en Letras por la Universidad de Canterbury en 1982.
Considerado como uno de los principales científicos sociales de Nueva Zelanda, Thorns se destacó por su trabajo en sociología urbana y regional, investigando temas que incluyen los suburbios, la sociología de la vivienda y la movilidad residencial, la desigualdad social, la sostenibilidad urbana y la globalización y el cambio urbano.

## Premios y honores
En 1995, Thorns fue elegido miembro de la Royal Society of New Zealand, y en 2002 recibió la medalla de investigación de la Universidad de Canterbury. En los honores de Año Nuevo de 2009, fue nombrado Oficial de la Orden del Mérito de Nueva Zelanda, por sus servicios a la sociología urbana.

## Vida personal
La esposa de Thorns, Gloria, falleció en 2018. Thorns falleció en Christchurch el 25 de diciembre de 2020.

## Publicaciones Seleccionadas
- Thorns, David C. (1972). Suburbia. London: MacGibbon and Kee. ISBN 0261632612.Thorns, David C. (1972). Suburbia. London: MacGibbon and Kee. ISBN 0261632612. Thorns, David C. (1972). Suburbia. London: MacGibbon and Kee. ISBN 0261632612.